# XV Krajowy Festiwal Piosenki Polskiej w Opolu
XV Krajowy Festiwal Piosenki Polskiej w Opolu – festiwal w 1977 roku trwał od 21 do 25 czerwca. Rok 1977 był rokiem przełomowym – po raz pierwszy piosenki biorące udział w konkursach opolskich i ubiegające się o nagrody oceniano w sposób jawny. Reżyserem XV Krajowego Festiwalu Piosenki Polskiej był Mariusz Walter. W amfiteatrze tego roku wystąpiło 435 osób.

## KoncertDebiuty21 czerwca 1977
1. Renata Danel – Nim przyjdzie jesień
2. Ryszard Wagner – Chwile
3. Vis a vis – Porusz słońce, porusz ziemię
4. Beata Andrzejewska – Wiosna
5. Grażyna Auguścik, Jacek Mazurkiewicz – Arlekin
6. Ikersi Bis – Śląsk śpiewa
7. Maria Wiernikowska – Była sobie raz królewna
8. Awans – Trudno żyć wspomnieniem
9. Jolanta Wojtasik – Całuj deszcz
10. Bonieq – Ballada egoisty
11. Bożena Szczepańska – Czułość
12. Monastyr – Pieśń Asurri
13. J. Mazurkiewicz – Arlekin
14. Grupa Pana Antka – Noc z upiorem
15. Danuta Stankiewicz – Zielony balonik
16. Bonieq – Ballada egoisty
17. Zespół TBF – Biały wiersz
18. A. Krasińska – Słońce słońcu ucieka

## KoncertPasTele22 czerwca 1977
1. Andrzej Frajndt – Podaj rękę w taki czas
2. Grażyna Łobaszewska – Obibok
3. Ewa Dębicka i Bogusław Mec – Mały, biały pies
4. Halina Frąckowiak i SBB – Jesteś spóźnionym deszczem
5. Budka Suflera – Komentarz do pewnej legendy
6. Maryla Rodowicz – Krąży, krąży złoty pieniądz
7. Zdzisława Sośnicka – Nie wiedziałam nic o sobie
8. Skaldowie i Stanisław Wenglorz – Nie widzę ciebie w swych marzeniach
9. Krystyna Prońko – Trafić w czas
10. Andrzej Rosiewicz – Bzz, bzz, bzz

## KoncertZ piosenką bliżej23 czerwca 1977
1. Tropicale Thaiti Granda Banda – Płynie muzyka z ust grzechotnika Zdzicha
2. Skaldowie – Dopóki jesteś
3. Grażyna Łobaszewska – Gdybyś
4. Janusz Laskowski – Kolorowe jarmarki
5. Bożysława Kapica – Szkoda róż
6. Łucja Prus – Kocham się w poecie
7. Renata Lewandowska – Nie myśl kochanie o tym jak mogło być
8. Maryla Rodowicz – Bossa nova do poduszki
9. Marek Grechuta – Deszcz na jeziora
10. Urszula Sipińska – Śpiewam i gram

## KoncertNastroje, nas troje23 czerwca 1977
Koncert reżyserowany przez Tomasza Dembińskiego, kierowany muzycznie przez Andrzeja Trzaskowskiego a prowadzony przez trójkę autorów: Agnieszkę Osiecką, Wojciecha Młynarskiego i Jonasza Koftę
1. Wojciech Młynarski: Bilans opolski 1 – Ludzie to lubią, ludzie to kupią, Z kim ci tak będzie źle, jak ze mną, Światowe życie, Och, ty w życiu
2. Renata Lewandowska – Po prostu jestem
3. Wojciech Młynarski: Bilans opolski 2 – Jesteśmy na wczasach, W co się bawić
4. Halina Frąckowiak i Wojciech Młynarski – Czekam tu
5. Wojciech Młynarski: Bilans opolski 3 – Dziewczyny, bądźcie dla nas dobre na wiosnę
6. Skaldowie i Wojciech Młynarski – Prześliczna wiolonczelistka
7. Quorum i Wojciech Młynarski – Ach, co to był za ślub
8. Wiesław Gołas – W Polskę idziemy
9. Wojciech Młynarski – Lubmy się trochę
10. Marek Grechuta, Łucja Prus, Jonasz Kofta – Pamiętajcie o ogrodach
11. Tropicale Thaitii Granda Banda – Radość o poranku
12. Marek Grechuta i Maryla Rodowicz – Do łezki łezka
13. Bogusław Mec i Łucja Prus, Jonasz Kofta, Włodzimierz Nahorny (fortepian) – Jej portret
14. SPPT Chałturnik, Jonasz Kofta, Wojciech Młynarski – Wakacje z blondynką
15. Agnieszka Osiecka i Anna Nehrebecka – Westchnienie 1
16. Urszula Sipińska – Chłopak z drewna, baba z gumy
17. Andrzej Rosiewicz – Mój pierwszy bal
18. Łucja Prus i Skaldowie – W żółtych płomieniach liści
19. Agnieszka Osiecka i Anna Nehrebecka – Westchnienie 2
20. Maryla Rodowicz – Nie ma jak pompa
21. Anna Nehrebecka – Westchnienie 3
22. Magda Umer – Widzisz mały, jak to jest
23. Maryla Rodowicz, Wiesław Gołas, Wojciech Młynarski, Jonasz Kofta – Sing, sing

## KoncertMikrofon i Ekran
1. Beata Andrzejewska – Nie mijaj wiosno
2. Jolanta Wojtasik – Całuj deszcz
3. Vis-a-vis – Porusz słońce, porusz ziemię
4. Bożena Szczepańska – Czułość
5. Renata Danel – Nim przyjdzie jesień
6. Ewa Dębicka i Bogusław Mec – Mały biały pies
7. Janusz Laskowski – Kolorowe jarmarki
8. Tropicale Thaiti Granda Banda – Płynie muzyka z ust grzechotnika
9. Renata Lewandowska – Nie myśl kochanie jak mogło być
10. Grażyna Łobaszewska – Gdybyś
11. Krystyna Prońko – Modlitwa o miłość prawdziwą + bis
12. Urszula Sipińska – Śpiewam i gram
13. Maryla Rodowicz – Bossa nova do poduszki
14. Krystyna Janda – Guma do żucia + bis
15. Jonasz Kofta – Song o ciszy
16. Łucja Prus – Kocham się w poecie + bis
17. Marek Grechuta – Hop, szklankę piwa

## Laureaci
Nagrody w konkursie otwartym
1. Hop, szklankę piwa (Grechuta/Stanisław Ignacy Witkiewicz) wykonanie: Marek Grechuta
2. Kocham się w poecie (Namysłowski/Młynarski) wykonanie: Łucja Prus
3. Song o ciszy (Andrzej Zarycki/J.Kofta) wykonanie: Jonasz Kofta

Nagrody koncertu PasTele
1. Bzz, bzz, bzz (A. Rosiewicz) wykonanie: Andrzej Rosiewicz i Asocjacja Hagaw
2. Krąży, krąży złoty pieniądz (A. Korzyński/J.Kofta) wykonanie: Maryla Rodowicz

Nagrody w koncercie Debiuty
1. Renata Danel  Nim przyjdzie jesień (R. Danel)
2. Bożena Szczepańska
3. grupa Vis-a-Vis

- Jolanta Wojtasik  wyróżnienie

Nagroda dziennikarzy
- Janusz Laskowski za wykonanie piosenki Kolorowe jarmarki (J.Laskowski/Ryszard Ulicki)

Miss Obiektywu
- Zdzisława Sośnicka

## Śpiewać każdy może
Wydarzeniem i wielkim zaskoczeniem dla recenzentów tego festiwalu, zwłaszcza starszych wiekiem, było wykonanie przez Jerzego Stuhra, utworu "Śpiewać każdy może". Piosenka, której autorami byli Jonasz Kofta (słowa) i Stanisław Syrewicz (muzyka), celowo łamała konwencje przyjęte dla prezentacji festiwalowych przebojów. Przez publiczność została przyjęta z wielkim aplauzem, a przez jurorów z mieszanymi uczuciami.